# BTR-D
BTR-D je víceúčelový obojživelný výsadkový obrněný transportér vyvinutý Sovětským svazem v 70. letech 20. století a poprvé použitý v boji během sovětské invaze do 

Afghánistánu (1979-1989). Zkratka BTR-D znamená Bronětransporter Desanta (rusky БТР-Д, Бронетранспортер Десанта, doslova „obrněný transportér výsadku“). Vznikl na základě výsadkového bojového vozidla pěchoty BMD-1, od kterého se liší zejména absencí věže s výzbrojí, prodloužením korby a pojezdového ústrojí a přepravní kapacitou zvýšenou na 10 pěšáků. Severoatlantická aliance jej označila BMD M1979, podle roku kdy jí byl poprvé zaznamenán.  

## Varianty a odvozená vozidla
- BTR-D – základní provedení, transportér pěchoty
- BTR-RD – vozidlo pro přepravu protitankového družstva a zásoby PTŘS
- BTR-ZD – vozidlo pro přepravu protiletadlového družstva a zásoby MANPADS
- BTR-DG – užitková a nákladní varianta
- BTR-D San – obrněné sanitní vozidlo
- BREM-D – obrněné vyprošťovací vozidlo
- 2S9 Nona-S – samohybný minomet ráže 120 mm

## Uživatelé

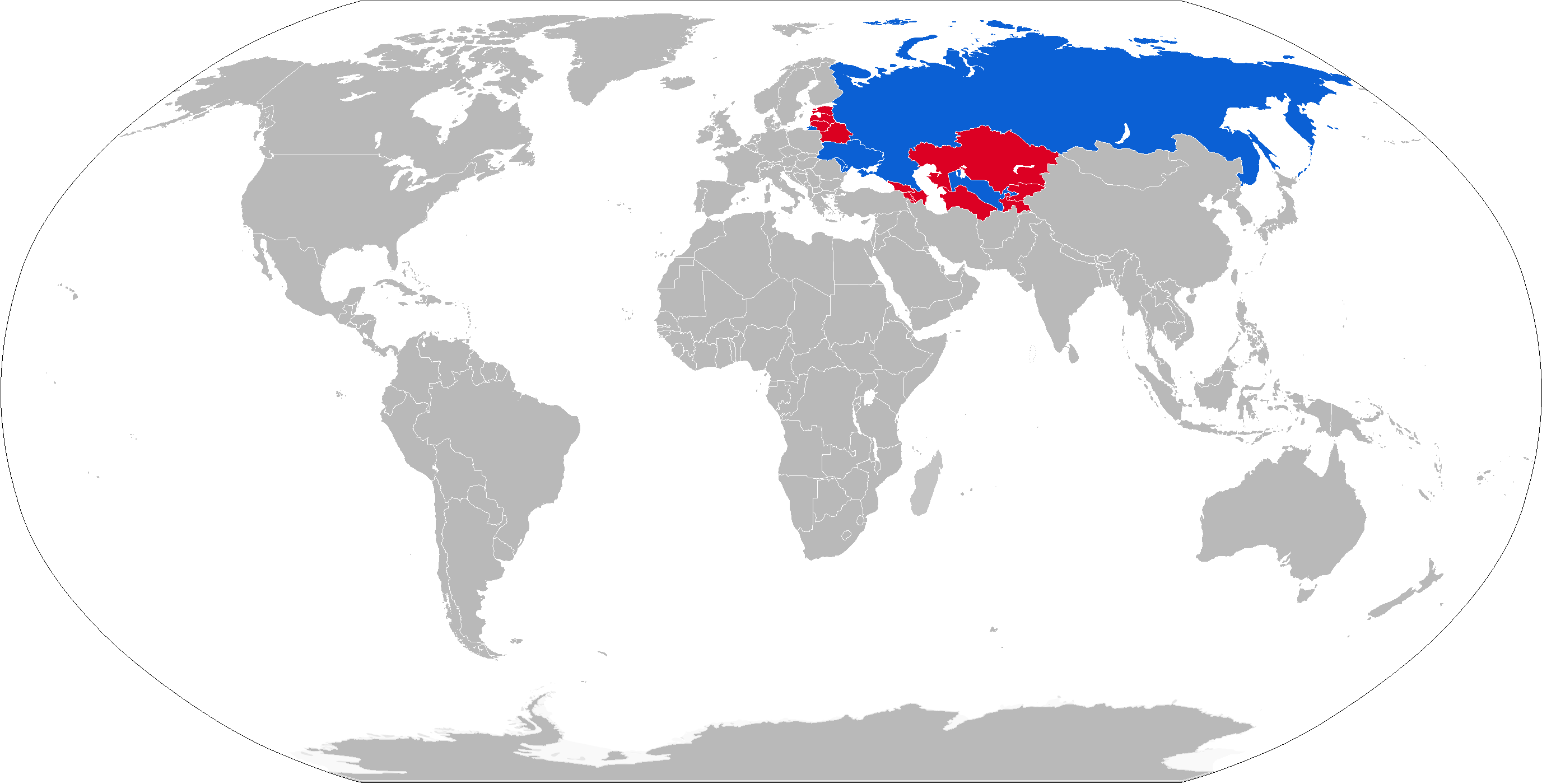
Mapka uživatelů (bývalí červeně)

- Bělorusko[2]
- Moldavsko
- Rusko[3]
- Ukrajina[4]
- Uzbekistán[5]

### Dřívější uživatelé
- Sovětský svaz